# خوسيه راؤول إغليسياس
خوسيه راؤول إغليسياس (بالإسبانية: José Iglesias)‏ (6 مارس 1957 ببوينس آيرس في الأرجنتين - ) هو لاعب كرة قدم أرجنتيني في مركز الهجوم. لعب مع أتلتيكو جونيور وروزاريو سنترال وريال بيتيس وريال مورسيا وريكرياتيفو.

## وصلات خارجية
- خوسيه راؤول إغليسياس على موقع قاعدة بيانات كرة القدم.إي يو (الإنجليزية)
- خوسيه راؤول إغليسياس على موقع عالم كرة القدم.نت (الإنجليزية)